# Borne Sulinowo (stacja kolejowa)
Borne Sulinowo – zlikwidowana stacja kolejowa w Bornem Sulinowie, w powiecie szczecineckim, w województwie zachodniopomorskim, w Polsce.